# Sovrani di Sicilia
Il seguente è un elenco dei gran conti e dei re di Sicilia.
La Sicilia fu conquistata da Roberto il Guiscardo (1025-1085) e dal fratello Ruggero della famiglia normanna Altavilla. Papa Niccolò II lo investì ufficialmente del titolo di Duca di Apulia, Calabria e Sicilia nel 1059 quando l'isola era ancora sotto dominio islamico.
Roberto il Guiscardo e suo fratello minore Ruggero (1031-1101) nel 1061 partirono dalle coste calabresi alla conquista di Messina. Nel 1071 fu conquistata Catania e infine Palermo (gennaio 1072). Roberto concesse l'isola al fratello come Gran Contea di Sicilia, e Ruggero I divenne Gran Conte. La conquista normanna  fu completata solo vent'anni dopo, con la caduta dell'ultima roccaforte araba.
Nel 1130 con il  figlio Ruggero II la Contea fu unificata con i territori normanni nell'Italia meridionale e nacque il Regno di Sicilia con capitale Palermo. Il titolo di Re di Sicilia, con alterne vicende e diverse dinastie, sarebbe durato fino al dicembre 1816, in alcuni periodi storici in unione con quello di re di Napoli. Gran conti e re furono anche Legati apostolici di Sicilia dal 1098 al 1864.
I regni di Sicilia e di Napoli infine furono formalmente uniti nel Regno delle Due Sicilie (1816-1861).

## Duchi di Sicilia (1059-1071)
Il 23 agosto 1059 il condottiero normanno Roberto d'Altavilla, detto il Guiscardo, viene nominato da papa Niccolò II "Duca di Sicilia" (dux Siciliae). Due anni dopo, nel 1061, Roberto e suo fratello Ruggero sbarcarono in Sicilia, sconfissero a più riprese i musulmani, occuparono Messina e gran parte del territorio dell'isola.

### Altavilla (1059-1071)
| Nome                 | Ritratto | Nascita    | Morte          | Regno          | Regno | Matrimoni                                                                                               | Note                                                              |
| Nome                 | Ritratto | Nascita    | Morte          | Inizio         | Fine  | Matrimoni                                                                                               | Note                                                              |
| -------------------- | -------- | ---------- | -------------- | -------------- | ----- | --- | ----------------------------------------------------------------- |
| Roberto il Guiscardo |          | 1015 circa | 17 luglio 1085 | 23 agosto 1059 | 1071  | (1) Alberada di Buonalbergo un figlio e una figlia (2) Sichelgaita di Salerno tre figli e cinque figlie | Figlio di Tancredi d'Altavilla, signore di Hauteville-la-Guichard |

## Gran Conti di Sicilia (1071-1130)
Roberto il Guiscardo lasciò la Sicilia nel 1071 e nominò suo fratello Ruggero Gran Conte di Sicilia. Ruggero rimase formalmente un vassallo del fratello fino al 1085.

### Altavilla (1071-1130)
| Nome       | Ritratto | Nascita          | Morte             | Regno             | Regno                          | Matrimoni | Note                                                                   |
| Nome       | Ritratto | Nascita          | Morte             | Inizio            | Fine                           | Matrimoni | Note                                                                   |
| ---------- | -------- | ---------------- | ----------------- | ----------------- | ------------------------------ | --- | ---------------------------------------------------------------------- |
| Ruggero I  |          | 1031 circa       | 22 giugno 1101    | 1071              | 22 giugno 1101                 | (1) Giuditta d'Evreux quattro figlie (2) Eremburga di Mortain un figlio e quattro figlie (3) Adelaide del Vasto due figli e due figlie | Figlio di Tancredi d'Altavilla e fratello di Roberto il Guiscardo      |
| Simone     |          | 1093             | 28 settembre 1105 | 22 giugno 1101    | 28 settembre 1105              | - | Figlio di Ruggero I e di Adelaide (che tenne la reggenza)              |
| Ruggero II |          | 22 dicembre 1095 | 26 febbraio 1154  | 28 settembre 1105 | 27 settembre 1130 (diventa Re) | (1) Elvira di Castiglia cinque figli e due figlie (2) Sibilla di Borgogna nessun figlio (3) Beatrice di Rethel una figlia postuma      | Figlio di Ruggero I e di Adelaide (che tenne la reggenza fino al 1112) |

Adelaide del Vasto fu reggente della Gran Contea di Sicilia dal 1101 al 1112.

## Re di Sicilia (1130-1282)
Dopo lo scisma del 13 febbraio 1130 con la morte di Onorio II, Innocenzo II si rifugiò in Francia e con Anacleto II insediato a Roma, ottenne la corona regia. Ruggero realizzò così un progetto per restaurare un antico Regno di Sicilia (nell'età antica Agatocle si autoproclamò basileus di Sicilia a Siracusa). Il 27 settembre 1130 ottenne l'investitura e partì per Palermo (Prima Sedes, Corona Regis et Regni Caput) dove si fece acclamare re da un’assemblea popolare il 25 dicembre 1130 (la convocazione  delle Curiae generales rappresenta prima assise legislativa del Parlamento del Regno di Sicilia ed è così che si può parlare di primo parlamento in senso moderno), e fu incoronato Rex Siciliae, ducatus Apuliae et principatus Capuae (re di Sicilia), probabilmente dall'arcivescovo Pietro

### Altavilla (1130-1198)
| Nome                  | Ritratto | Nascita          | Morte            | Regno                     | Regno                          | Matrimoni | Note                                                                                               |
| Nome                  | Ritratto | Nascita          | Morte            | Inizio                    | Fine                           | Matrimoni | Note                                                                                               |
| --------------------- | -------- | ---------------- | ---------------- | ------------------------- | ------------------------------ | --- | -------------------------------------------------------------------------------------------------- |
| Ruggero II            |          | 22 dicembre 1095 | 26 febbraio 1154 | 27 settembre 1130         | 26 febbraio 1154               | (1) Elvira di Castiglia cinque figli e due figlie (2) Sibilla di Borgogna nessun figlio (3) Beatrice di Rethel una figlia postuma | |
| Guglielmo I il Malo   |          | 1131             | 7 maggio 1166    | 26 febbraio 1154          | 7 maggio 1166                  | Margherita di Navarra quattro figli                                                                                               | Figlio di Ruggero II ed Elvira di Castiglia                                                        |
| Guglielmo II il Buono |          | dicembre 1153    | 18 novembre 1189 | 7 maggio 1166             | 18 novembre 1189               | Giovanna d'Inghilterra forse un figlio                                                                                            | Figlio di Guglielmo il Malo                                                                        |
| Tancredi              |          | 1138             | 20 febbraio 1194 | 18 novembre 1189          | 20 febbraio 1194               | Sibilla di Medania due figli e quattro figlie                                                                                     | Cugino di Guglielmo il Buono Figlio naturale di Ruggero, a sua volta figlio maggiore di Ruggero II |
| Ruggero III           |          | 1175             | 24 dicembre 1193 | 1193 (associato al trono) | 24 dicembre 1193               | Irene Angela nessun figlio | Regnò insieme al padre Tancredi, ma morì prima di questi e prima di essere incoronato              |
| Guglielmo III         |          | 1185             | 1198             | 20 febbraio 1194          | 25 dicembre 1194 (deposizione) | - | Figlio di Tancredi e Sibilla (che tenne la reggenza)                                               |
| Costanza I            |          | 2 novembre 1154  | 27 novembre 1198 | 25 dicembre 1194          | 27 novembre 1198               | Enrico VI di Svevia un figlio | Prozia di Guglielmo III Figlia postuma di Ruggero II                                               |

### Hohenstaufen (1194-1266)
Costanza d'Altavilla, figlia postuma di Ruggero II Rex Siciliae, sposò il figlio di Federico Barbarossa Enrico di Svevia, re dei Romani ed imperatore dei Romani, che carpì la successione al regno di Sicilia spodestando re Guglielmo III, figlio di Tancredi e regnando insieme alla moglie; rimasta vedova, Costanza regnò in nome del figlio Federico II di Svevia, poi re di Sicilia, di Gerusalemme e imperatore dei Romani.
| Nome                            | Ritratto | Nascita            | Morte             | Regno                     | Regno                        | Matrimoni | Note |
| Nome                            | Ritratto | Nascita            | Morte             | Inizio                    | Fine                         | Matrimoni | Note |
| ------------------------------- | -------- | ------------------ | ----------------- | ------------------------- | ---------------------------- | --- | --- |
| Enrico I il Severo o il Crudele |          | novembre 1165      | 28 settembre 1197 | 25 dicembre 1194          | 28 settembre 1197            | Costanza d'Altavilla un figlio | Enrico VI come Imperatore |
| Federico II (I)                 |          | 26 dicembre 1194   | 13 dicembre 1250  | 27 novembre 1198          | 13 dicembre 1250             | (1) Costanza d'Aragona un figlio (2) Jolanda di Gerusalemme un figlio e una figlia (3) Isabella d'Inghilterra due figli e due figlie | Figlio di Enrico e Costanza; Imperatore                                                                                           |
| Enrico II                       |          | 1211 – 12 febbraio | 10 febbraio 1242  | 1212 (associato al trono) | 1217 (deposizione)           | - | Figlio di Federico; Morì durante un trasferimento da prigione a prigione, cadendo da un dirupo a seguito di un probabile suicidio |
| Corrado I                       |          | 25 aprile 1228     | 21 maggio 1254    | 13 dicembre 1250          | 21 maggio 1254               | Elisabetta di Baviera un figlio | Figlio di Federico II e di Jolanda; Corrado IV come re dei Romani                                                                 |
| Corrado II Corradino            |          | 25 marzo 1252      | 29 ottobre 1268   | 21 maggio 1254            | 11 agosto 1258 (deposizione) | - | Figlio di Corrado I. Fu decapitato per ordine di Carlo d'Angiò                                                                    |
| Manfredi                        |          | 1232               | 26 febbraio 1266  | 11 agosto 1258            | 26 febbraio 1266             | (1) Beatrice di Savoia una figlia (2) Elena Ducas tre figli e due figlie                                                             | Figlio naturale di Federico e di Bianca Lancia; usurpò il trono di suo nipote Corrado II. Morì in battaglia.                      |

### Plantageneti (1254-1263)
Edmondo, figlio del re Enrico III d'Inghilterra, ottenne il titolo re di Sicilia nel 1254 da papa Innocenzo IV, purché conquistasse il regno con uomini e mezzi propri. Il re, non riuscendo ad affrontare le spese della spedizione, nel 1258 fu minacciato di scomunica da papa Alessandro IV, successore di Innocenzo.  Fu allora che i baroni inglesi, capeggiati da Simone di Montfort, offrirono il loro appoggio al re a condizione che egli firmasse le Disposizioni o statuti di Oxford. Ma le pretese sull'isola restarono velleitarie. I baroni inglesi infine si rifiutarono di appoggiare economicamente e militarmente il sovrano in un'ipotetica futura invasione della Sicilia e nel 1263 Edmondo perse il titolo regio per revoca papale.
| Nome                          | Ritratto | Nascita         | Morte         | Regno  | Regno | Matrimoni                                                                    | Note                                   |
| Nome                          | Ritratto | Nascita         | Morte         | Inizio | Fine  | Matrimoni                                                                    | Note                                   |
| ----------------------------- | -------- | --------------- | ------------- | ------ | ----- | ---------------------------------------------------------------------------- | -------------------------------------- |
| Edmondo il Gobbo (contestato) |          | 16 gennaio 1245 | 5 giugno 1296 | 1254   | 1263  | (1) Aveline de Forz nessun figlio (2) Bianca d'Artois tre figli e una figlia | Figlio di Enrico III, re d'Inghilterra |

### Angioini (1266-1282)
Nel 1265 papa Clemente IV nominò re Carlo d'Angiò, fratello del re di Francia Luigi IX, che scese in Italia e conquistò l'intero regno di Sicilia con la battaglia di Benevento, inaugurando così la dinastia angioina. Sotto gli angioini la capitale viene trasferita da Palermo a Napoli.
| Nome    | Ritratto | Nascita       | Morte          | Regno          | Regno             | Matrimoni                                                                                 | Note                                                                      |
| Nome    | Ritratto | Nascita       | Morte          | Inizio         | Fine              | Matrimoni                                                                                 | Note                                                                      |
| ------- | -------- | ------------- | -------------- | -------------- | ----------------- | ----------------------------------------------------------------------------------------- | ------------------------------------------------------------------------- |
| Carlo I |          | 21 marzo 1226 | 7 gennaio 1285 | 6 gennaio 1266 | 26 settembre 1282 | (1) Beatrice di Provenza quattro figli e tre figlie (2) Margherita di Borgogna una figlia | Perse la Sicilia nel 1282, ma mantenne il regno di Napoli fino alla morte |

## Re di Sicilia ultra (1282-1816)
Carlo I d'Angiò perse la Sicilia nel 1282, a causa della rivolta dei Vespri Siciliani, in seguito alla quale la corona dell'isola viene offerta a Pietro d'Aragona, marito di Costanza II di Sicilia.
Il Regno di Sicilia si ritrovò diviso in due parti: l'isola siciliana, in mano agli aragonesi, e la parte continentale, tenuta dagli angioini, entrambi rivendicanti il titolo di Regno di Sicilia. La situazione troverà una sua ufficializzazione solo con la pace di Caltabellotta del 1302.
Da questo momento, tuttavia, i re angioini si diranno Re di Sicilia Citra con capitale Napoli e, del pari, Re di Sicilia Ultra (Re di Trinacria) con capitale Palermo si diranno i re aragonesi. Di fatto, nacque un nuovo regno, il Regno di Sicilia Citra, esteso su tutta la parte continentale del meridione d'Italia.

### Regno di Sicilia

#### Barcellona (1282-1410)
| Nome                          | Ritratto | Nascita           | Morte            | Regno             | Regno                          | Matrimoni | Note                                                                                            |
| Nome                          | Ritratto | Nascita           | Morte            | Inizio            | Fine                           | Matrimoni | Note                                                                                            |
| ----------------------------- | -------- | ----------------- | ---------------- | ----------------- | ------------------------------ | --- | ----------------------------------------------------------------------------------------------- |
| Pietro I                      |          | 1239              | 11 novembre 1285 | 26 settembre 1282 | 11 novembre 1285               | Costanza II di Sicilia quattro figli e due figlie | Genero di Manfredi; Pietro III come Re di Aragona; regnò congiuntamente alla moglie Costanza II |
| Costanza II                   |          | 1249              | 9 aprile 1302    | 26 settembre 1282 | 11 novembre 1285               | Pietro III d'Aragona quattro figli e due figlie | Figlia di Manfredi; regnò congiuntamente al marito Pietro I                                     |
| Giacomo                       |          | 10 agosto 1267    | 2 novembre 1327  | 11 novembre 1285  | 11 dicembre 1295 (deposizione) | (1) Isabella di Castiglia nessun figlio (2) Bianca di Napoli cinque figli e cinque figlie (3) Maria di Cipro nessun figlio (4) Elisenda di Montcada nessun figlio | Figlio di Pietro e Costanza; Giacomo II come Re di Aragona                                      |
| Federico III (II)             |          | 13 dicembre 1272  | 25 giugno 1337   | 11 dicembre 1295  | 25 giugno 1337                 | Eleonora d'Angiò cinque figli e quattro figlie | Figlio di Pietro e Costanza                                                                     |
| Pietro II                     |          | luglio 1305       | 15 agosto 1342   | 25 giugno 1337    | 15 agosto 1342                 | Elisabetta di Carinzia tre figli e sei figlie | Figlio di Federico III                                                                          |
| Ludovico il Fanciullo         |          | 1337              | 16 ottobre 1355  | 15 agosto 1342    | 16 ottobre 1355                | - | Figlio di Pietro II                                                                             |
| Federico IV (III) il Semplice |          | 1º settembre 1341 | 27 luglio 1377   | 16 ottobre 1355   | 27 luglio 1377                 | (1) Costanza d'Aragona una figlia (2) Antonia del Balzo nessun figlio                                                                                             | Figlio di Pietro II                                                                             |
| Maria                         |          | 2 luglio 1363     | 25 marzo 1401    | 27 luglio 1377    | 25 marzo 1401                  | Martino d'Aragona un figlio | Figlia di Federico IV                                                                           |
| Martino I il Giovane          |          | 1374              | 25 luglio 1409   | 25 marzo 1401     | 25 luglio 1409                 | (1) Maria di Sicilia un figlio (2) Bianca di Navarra un figlio | Succedette alla moglie Maria                                                                    |
| Martino II il Vecchio         |          | 29 luglio 1356    | 31 maggio 1410   | 25 luglio 1409    | 31 maggio 1410                 | (1) Maria de Luna tre figli e una figlia (2) Margherita di Prades nessun figlio                                                                                   | Re di Aragona e padre di Martino il Giovane                                                     |

### Periodo vicereale
Alla morte di Martino II si aprì un periodo di interregno di due anni, caratterizzato da torbidi. In questo periodo la reggenza dell'isola fu formalmente affidata fino al 1416 a Bianca di Navarra, vedova di Martino I, designata vicaria del re d'Aragona in Sicilia, cui successe, con il Compromesso di Caspe del 1412, la casa dei Trastámara d'Aragona. Con l'unione personale di Aragona e Castiglia nel 1479 per via del matrimonio di Ferdinando d'Aragona e Isabella di Castiglia, la Sicilia divenne un vicereame della neonata monarchia spagnola. Nel 1516 salirono sul trono di Spagna gli Asburgo in sostituzione dei Trastámara. A causa della guerra di successione spagnola la Sicilia passò ai Savoia, che la diedero all'Austria nel 1720 in cambio della Sardegna. Nel 1734 la corona venne assunta dai Borbone.

#### Trastámara (1412-1555)
| Nome                                         | Ritratto | Nascita          | Morte           | Regno           | Regno           | Matrimoni                                                                                 | Note |
| Nome                                         | Ritratto | Nascita          | Morte           | Inizio          | Fine            | Matrimoni                                                                                 | Note |
| -------------------------------------------- | -------- | ---------------- | --------------- | --------------- | --------------- | ----------------------------------------------------------------------------------------- | --- |
| Ferdinando I il Giusto                       |          | 27 novembre 1380 | 2 aprile 1416   | 28 giugno 1412  | 2 aprile 1416   | Eleonora d'Alburquerque cinque figli e due figlie                                         | Nipote di Martino II; Re di Aragona                                                                                  |
| Alfonso il Magnanimo o il Saggio o il Giusto |          | 1396             | 27 giugno 1458  | 2 aprile 1416   | 27 giugno 1458  | Maria di Trastámara nessun figlio                                                         | Figlio di Ferdinando; Alfonso V come Re di Aragona; dal 2 giugno 1442 anche Re di Napoli                             |
| Giovanni il Giusto                           |          | 29 giugno 1397   | 20 gennaio 1479 | 27 giugno 1458  | 20 gennaio 1479 | (1) Bianca di Navarra due figli e due figlie (2) Giovanna Enríquez un figlio e tre figlie | Figlio di Ferdinando I; Giovanni II come Re di Aragona                                                               |
| Ferdinando II il Cattolico                   |          | 10 marzo 1452    | 23 gennaio 1516 | 20 gennaio 1479 | 23 gennaio 1516 | (1) Isabella di Castiglia un figlio e quattro figlie (2) Germana de Foix un figlio        | Figlio di Giovanni e Giovanna; Re di Aragona; dal 31 marzo 1504 anche Re di Napoli                                   |
| Giovanna la Pazza                            |          | 6 novembre 1479  | 12 aprile 1555  | 23 gennaio 1516 | 12 aprile 1555  | Filippo I d'Asburgo due figli e quattro figlie                                            | Figlia di Ferdinando; Regina di Castiglia e Aragona; regnò solo nominalmente, senza mai detenere un effettivo potere |

#### Asburgo (1516-1700)
| Nome           | Ritratto | Nascita          | Morte             | Regno             | Regno                         | Matrimoni | Note                                                             |
| Nome           | Ritratto | Nascita          | Morte             | Inizio            | Fine                          | Matrimoni | Note                                                             |
| -------------- | -------- | ---------------- | ----------------- | ----------------- | ----------------------------- | --- | ---------------------------------------------------------------- |
| Carlo I (II)   |          | 24 febbraio 1500 | 21 settembre 1558 | 23 gennaio 1516   | 16 gennaio 1556 (abdicazione) | Isabella di Portogallo tre figli e due figlie | Figlio di Giovanna; Imperatore come Carlo V; Re di Spagna        |
| Filippo I      |          | 21 maggio 1527   | 13 settembre 1598 | 16 gennaio 1556   | 13 settembre 1598             | (1) Maria Emanuela di Portogallo un figlio (2) Maria I d'Inghilterra due figli (3) Elisabetta di Valois cinque figlie (4) Anna d'Austria quattro figli e una figlia | Primogenito di Carlo; Re di Spagna come Filippo II               |
| Filippo II     |          | 14 aprile 1578   | 31 marzo 1621     | 13 settembre 1598 | 31 marzo 1621                 | Margherita d'Austria-Stiria quattro figli e quattro figlie | Quartogenito di Filippo II e Anna; Re di Spagna come Filippo III |
| Filippo III    |          | 8 aprile 1605    | 17 settembre 1665 | 31 marzo 1621     | 17 settembre 1665             | (1) Elisabetta di Francia un figlio e sei figlie (2) Maria Anna d'Austria tre figli e due figlie                                                                    | Primogenito maschio di Filippo III; Re di Spagna come Filippo IV |
| Carlo II (III) |          | 6 novembre 1661  | 1 novembre 1700   | 17 settembre 1665 | 1º novembre 1700              | (1) Maria Luisa d'Orléans nessun figlio (2) Maria Anna del Palatinato-Neuburg nessun figlio                                                                         | Terzo figlio maschio di Filippo IV e Maria Anna; Re di Spagna    |

#### Borbone di Spagna (1700-1713)
Carlo II morì senza eredi e la corona passò alla dinastia dei Borbone. Nel suo testamento Carlo II scelse come successore il figlio secondogenito del delfino Luigi di Francia, a sua volta figlio di Luigi XIV e di Maria Teresa di Spagna, sorella di Carlo II, inaugurando così il ramo dei Borbone di Spagna.
| Nome       | Ritratto | Nascita          | Morte         | Regno            | Regno                        | Matrimoni                                                                                 | Note                                                                                            |
| Nome       | Ritratto | Nascita          | Morte         | Inizio           | Fine                         | Matrimoni                                                                                 | Note                                                                                            |
| ---------- | -------- | ---------------- | ------------- | ---------------- | ---------------------------- | ----------------------------------------------------------------------------------------- | ----------------------------------------------------------------------------------------------- |
| Filippo IV |          | 19 dicembre 1683 | 9 luglio 1746 | 16 novembre 1700 | 11 aprile 1713 (deposizione) | (1) Maria Luisa di Savoia quattro figli (2) Elisabetta Farnese quattro figli e tre figlie | Nipote di Luigi XIV e di sua moglie Maria Teresa, sorella di Carlo; Re di Spagna come Filippo V |

#### Savoia (1713-1720)
Filippo V di Spagna perdette il regno ad opera degli Asburgo d'Austria nella guerra di successione spagnola, di fatto nel 1707, formalmente nel 1713 con la pace di Utrecht. Le clausole di questo trattato prevedevano la cessione della Sicilia ai Savoia.
| Nome            | Ritratto | Nascita        | Morte           | Regno          | Regno                          | Matrimoni                                   | Note                                            |
| Nome            | Ritratto | Nascita        | Morte           | Inizio         | Fine                           | Matrimoni                                   | Note                                            |
| --------------- | -------- | -------------- | --------------- | -------------- | ------------------------------ | ------------------------------------------- | ----------------------------------------------- |
| Vittorio Amedeo |          | 14 maggio 1666 | 31 ottobre 1732 | 11 aprile 1713 | 20 febbraio 1720 (abdicazione) | Anna Maria d'Orléans tre figli e tre figlie | Duca di Savoia; divenne Re di Sardegna nel 1720 |

#### Asburgo (1720-1734)
Con il Trattato dell'Aia del 1720 Vittorio Amedeo II di Savoia cedette la corona di Sicilia all'Austria ottenendo in cambio la corona di Sardegna.
| Nome           | Ritratto | Data di nascita | Morte           | Regno            | Regno                       | Matrimoni                                                            | Note                     |
| Nome           | Ritratto | Data di nascita | Morte           | Inizio           | Fine                        | Matrimoni                                                            | Note                     |
| -------------- | -------- | --------------- | --------------- | ---------------- | --------------------------- | -------------------------------------------------------------------- | ------------------------ |
| Carlo III (IV) |          | 1º ottobre 1685 | 20 ottobre 1740 | 20 febbraio 1720 | 2 luglio 1735 (deposizione) | Elisabetta Cristina di Brunswick-Wolfenbüttel un figlio e tre figlie | Imperatore come Carlo VI |

#### Borbone di Napoli e Sicilia (1735-1816)
Il Regno fu conquistato dalle armate spagnole tra il 1734 e il 1735, durante la guerra di successione polacca. Con il trattato di Vienna del 1738 ottenne l'indipendenza e fu assegnato a un ramo cadetto dei Borbone di Spagna: i Borbone di Napoli e Sicilia.
| Nome           | Ritratto | Data di nascita | Morte            | Regno          | Regno                        | Matrimoni                                                                                     | Note |
| Nome           | Ritratto | Data di nascita | Morte            | Inizio         | Fine                         | Matrimoni                                                                                     | Note |
| -------------- | -------- | --------------- | ---------------- | -------------- | ---------------------------- | --------------------------------------------------------------------------------------------- | --- |
| Carlo III (V)  |          | 20 gennaio 1716 | 14 dicembre 1788 | 3 luglio 1735  | 10 agosto 1759 (abdicazione) | Maria Amalia di Sassonia sei figli e sette figlie                                             | Figlio di Filippo V di Spagna; Carlo (VII) come Re di Napoli; dal 1759 fu Re di Spagna                  |
| Ferdinando III |          | 12 gennaio 1751 | 4 gennaio 1825   | 6 ottobre 1759 | 12 dicembre 1816             | (1) Maria Carolina d'Austria sette figli e undici figlie (2) Lucia Migliaccio (morg.) nessuno | Terzo figlio maschio di Carlo; Ferdinando IV come Re di Napoli; fu deposto a Napoli nel 1799 e nel 1806 |

Nel 1816 il Regno di Napoli e il Regno di Sicilia furono unificati anche formalmente nel Regno delle Due Sicilie.

## Re di Sicilia (1848-1849)
A seguito della rivoluzione del 1848 il parlamento siciliano proclamò l'indipendenza dell'isola e dichiarò deposto il re delle Due Sicilie Ferdinando II. La Sicilia venne costituita in un regno indipendente ed una delegazione di parlamentari si recò a Torino per offrire la corona al principe sabaudo Ferdinando Alberto Amedeo di Savoia, duca di Genova e figlio del re di Sardegna Carlo Alberto. Il 10 luglio 1848 il principe viene ufficialmente eletto re di Sicilia con il nome di Alberto Amedeo. Il nuovo sovrano non prenderà mai possesso del suo regno ed il successivo 6 agosto rifiuterà ufficialmente la nomina regia. Il Parlamento cercò inutilmente un nuovo sovrano ma nel maggio 1849 l'esercito borbonico stroncherà definitivamente la rivolta mettendo così fine all'indipendenza siciliana.

### Savoia (1848)
| Nome           | Ritratto | Nascita          | Morte            | Regno          | Regno         | Matrimoni                                     | Note                                                    |
| Nome           | Ritratto | Nascita          | Morte            | Inizio         | Fine          | Matrimoni                                     | Note                                                    |
| -------------- | -------- | ---------------- | ---------------- | -------------- | ------------- | --------------------------------------------- | ------------------------------------------------------- |
| Alberto Amedeo |          | 15 novembre 1822 | 10 febbraio 1855 | 10 luglio 1848 | 6 agosto 1848 | Elisabetta di Sassonia un figlio e una figlia | Duca di Genova; figlio del Re di Sardegna Carlo Alberto |